# 하설
하설(河說, Ha Seol 또는 별명 하열 ? ~ ? 년)는 조선의 유학자로 본관은 진양(晉陽), 아버지는 어모장군을 역임한 하숙이다. 조부는 내금위 어모장군을 지낸 하한공이며, 증조부는 사직을 지낸 하호성이다. 또한 세종조 명재상이자 성리학자로 영의정을 지낸 하연 선생은 그의 제12대 선조이다.

## 생애
하설은 가문의 선조들이 벼슬에 연연하지 않는 가풍에 영향을 받아, 학문연구를 즐거히 했으며, 효심이 지긋하고 신분을 구별하지 않고 모든 사람을 존중하는 유학자였다. 비록 종복일지라도 언제나 너그러이 대하는 등 그의 인물됨이 출중하여 조정에서는 하설에게 자헌대부에 증직했다.

## 가계
- 증조부 : 하호성(河好成, 사직)
  - 조부  : 하한공(河漢功, 내금위 어모장군)
    - 아버지 : 하숙(河淑)(어모장군)
      - 부인 : 정부인 의성김씨
        - 아들 : 하경담(河慶淡), (증좌찬성)
        - 며느리 : 정경부인 상주주씨
          - 장손 : 하태원(河太沅, 泗川始居, 진양하씨사직공파 사천조동 문중 창문)
          - 손부 : 밀양박씨
            - 증손 : 하도(河圖), (유학자)
            - 증손부 : 경주이씨
              - 고손 : 하응철(河應澈, 가선대부)

          - 손자 : 하달해(河達海, 임진왜란 순국, 평안도관찰사, 증병조판서)
          - 손부 : 정부인 오천정씨

### 직계 후손
- 하승무(14세손, 역사신학자, 시인)[2][3][4]

## 참고 자료
- 晉陽河氏大同譜(壬辰譜,1952년)
- 晉陽河氏大同譜(乙未譜,1955년)
- 晉陽河氏大同譜(庚子譜,1960년)
- 晉陽河氏大同譜(甲子譜,1984년)
- 晉陽河氏大同譜(庚辰譜,2000년, 인제대학교 족보도서관 전자판)
- 하승무의 晉陽河氏 家門人物硏究(2015년)